# Pteraster militarioides
Pteraster militarioides is een zeester uit de familie Pterasteridae.
De wetenschappelijke naam van de soort werd in 1941 gepubliceerd door Hubert Lyman Clark.